# Zjivoj trup
|  | For den sovjetisk-tyske filmatisering fra 1929, se Det levende Lig |
Zjivoj trup (russisk: Живой труп, da.: Det levende lig) er en sovjetisk spillefilm i to dele fra 1968 produceret af Lenfilm og instrueret af Vladimir Vengerov.
Filmen er baseret på Lev Tolstojs skuespil af med samme navn. Filmen havde premiere i USSR den 8. september 1969.

## Handling
Fjodor Protasovs omgivelser er gennemsyret af snavs og løgn. Han ønsker ikke at deltage i "alle disse beskidte ting", han har ikke modet til at bekæmpe det, og han vælger den tredje vej: at glemme, drikke, hænge ud med sigøjnerne. Han bliver en bums og begår derefter selvmord ved at skyde sig selv.

## Medvirkende
- Aleksej Batalov som Fjodor Protasov
- Alla Demidova som Jelizaveta Andrejevna Protasova
- Oleg Basilasjvili som Viktor Mikhajlovitj Karenin
- Lidija Sjtykan som Anna Pavlovna
- Sofija Piljavskaja som Anna Dmitrievna Karenina
- Oleg Borisov som retslig efterforsker
- Innokentij Smoktunovskij som Ivan Petrovitj